# Колаволе, Эстер
Эстер Омолайо Колаволе (англ. Esther Omolayo Kolawole; 4 января 2002) — нигерийская спортсменка, борец вольного стиля, чемпион Африки и Африканских игр.

## Карьера
В феврале 2018 года в нигерийском Порт-Харкорте она стала победителем чемпионата Африки среди кадетов. В июле 2018 года в Алжире Колавале завоевала золотую медаль на Африканских юношеских играх. В декабре 2018 года она стала чемпионкой Нигерии по борьбе, выиграв золотую медаль в  весовой категории до 55 кг на Национальном спортивном фестивале. В феврале 2020 года в Алжире она стала чемпионкой Африки, победив в финале Дорссаф Гарси из Туниса. В мае 2021 года она принимала участие на мировом олимпийском квалификационном турнире в Софии, однако добыть лицензию на Олимпиаду в Токио ей не удалось. В октябре 2021 года Колаволе участвовала на чемпионате мира в Осло, где она в 1/8 финала выиграла Мехлика Озтюрк из Турции, а в 1/4 финала уступила россиянке Ольге Хорошавцевой, выбыв из соревнований. В ноябре 2021 года в Белграде она заняла третье место в весовой категории до 57 кг на чемпионате мира по борьбе среди спортсменов до 23 лет. В феврале 2022 году Колаволе проиграла матч за бронзу Аише Уалишан из Казахстана, в весовой категории до 57 кг на турнире Яшар Догу, проходившем в Стамбуле. В августе 2022 года она стала бронзовым призёром в весовой категории до 62 кг на Играх Содружества, проходивших в Бирмингеме. В августе 2022 года в турецкой Конье Колаволе стала серебряным медалистом в весовой категории до 57 кг на Играх исламской солидарности 2021 года, уступив первое место Жале Алиевой из Азербайджана. В сентябре 2022 года в Белграде она принимала участие на чемпионате мира. В январе 2023 года в Ницце она завоевала бронзовую медалей в весовой категории до 62 кг на Гран-при Франции памяти Анри Деглана. В мае 2023 года на чемпионате Африки, проходившем в тунисском Хаммамете, она стала серебряным призёром, уступив в финале хозяйке ковра Марве Амри. В марте 2024 года на африкано-океанском квалификационном турнире в Александрии ей удалось добыть лицензию на Олимпийские игры в Париж.

## Достижения
- Чемпионат Африки по борьбе 2020 — ;
- Игры исламской солидарности 2021 — ;
- Чемпионат мира по борьбе среди спортсменов до 23 лет 2021 — ;
- Игры Содружества 2022 — ;
- Чемпионат Африки по борьбе 2023 — ;
- Африканские игры 2023 — ;
- Чемпионат Африки по борьбе 2024 — ;